# Onychogalea lunata
El canguro rabipelado occidental (Onychogalea lunata) es una especie extinta de marsupial diprotodonto de la familia de los macropódidos endémica de Australia occidental y central que se extinguió probablemente en la década de 1950.
Habitaba zonas de bosque abierto y colinas pedregosas. Esta especie se extinguió probablemente por la depredación de los zorros y los gatos introducidos. La degradación del hábitat, incluyendo cambios en los regímenes de incendios y el impacto de los conejos introducidos, puede haber tenido un impacto adicional. En parte de su área de distribución (suroeste de Australia Occidental y partes de Nueva Gales del Sur), el pastoreo intensivo también pudo haber jugado un papel importante en la desaparición de la especie.